# Joaquim Peris de Vargas
Joaquim Peris de Vargas (Cuba, 1880 – Barcelona, 7 de febrer de 1959) fou dirigent esportiu.
Va ser el president de la Federació Catalana de Futbol entre 1915 i 1916. Primer va ser jugador de l'Internacional i del FC Català, després va ser directiu del FC Barcelona i vicepresident de la junta presidida per Joan Gamper de 1910 a 1913. El setembre del 1914 va ser elegit president del club blaugrana, però un any després va ser forçat a dimitir, però tot i així el van nomenar president honorari de l'entitat el 1915. També va ser vicesecretari de l'Associació Lawn Tennis de Barcelona precedent de la Federació Catalana de Tennis i durant molts anys va formar part del comitè organitzador del seu torneig internacional. També fou president de l'Avenç de l'Sport.
Els seus germans Agustí, Enric i Llisard també foren destacats esportistes i dirigents.